# Schlacht von Crug Mawr
Die Schlacht von Crug Mawr war eine Schlacht während des walisischen Aufstands nach dem Tod des englischen Königs Heinrich I. im Jahre 1136. Beim Hügel von Crug Mawr in Westwales errang das Heer der verbündeten walisischen Fürsten von Gwynedd und Deheubarth einen entscheidenden Sieg über ein anglonormannisches Heer. 

## Vorgeschichte
Seit 1067 hatten normannische Barone mit Unterstützung der englischen Könige große Teile der südwalisischen Fürstentümer erobert. Nach dem Tod Heinrichs I. kam es in den eroberten Gebieten zu zahlreichen Aufständen. Am 1. Januar 1136 schlug eine walisische Armee aus Brycheiniog die Anglonormannen von Gower in einer Schlacht zwischen Loughor und Swansea. Auch der Fürst von Deheubarth, Gruffydd ap Rhys sah die Chance, die anglonormannische Herrschaft über sein Reich abzuschütteln, und verbündete sich mit Owain Gwynedd, dem Thronfolger von Gwynedd. Nachdem der Lord von Ceredigion, Richard FitzGilbert de Clare, am 15. April 1136 in einem Gefecht bei Abergavenny getötet worden war, fielen Owain Gwynedd, sein Bruder Cadwaladr ap Gruffydd und Gruffydd ap Rhys in Ceredigion ein. Die Anglonormannen sammelten ihre Truppen bei Cardigan unter Führung von Stephen, dem Constabler von Cardigan, Robert FitzMartin, dem Lord von Cemais und Herrn von Nevern Castle sowie William und Maurice FitzGerald, zwei Söhnen von Gerald of Windsor.

## Schlacht
Die Anglonormannen zogen den Walisern entgegen. Bei Crug Mawr kam es im September oder Oktober 1136 zur Schlacht zwischen den beiden Heeren. Vermutlich ist Crug Mawr mit dem heute Banc-y-warren genannten, etwa drei Kilometer nördlich von Cardigan gelegenen Hügel gleichzusetzen. Die Waliser schlugen die Anglonormannen zurück, die über eine Brücke über den Teifi flüchteten. Als die Brücke unter dem Gewicht der Flüchtenden zusammenbrach, erlitten sie hohe Verluste; zahlreiche Anglonormannen wurden erschlagen oder ertranken. Anschließend stürmten die Waliser die Stadt Cardigan und setzten sie in Brand. Cardigan Castle dagegen konnten sie nicht erobern, da die Burg mit Schiffen über das Meer versorgt wurde.  

## Folgen
In Folge der Anarchy in England erhielten die Anglonormannen in Westwales keine militärische Unterstützung durch den englischen König. Auch waren einige der führenden anglonormannischen Lords in Wales wie Robert of Gloucester, Lord von Glamorgan oder Ranulph de Gernon, 2. Earl of Chester, selbst so stark in den Machtkampf um den Thron eingebunden, dass sie sich nicht um die Verteidigung ihrer walisischen Territorien kümmern konnten. Deshalb konnten Owain Gwynedd und sein Bruder Cadwaladr nach der Schlacht einen Großteil von Ceredigion erobern. Gruffydd ap Rhys, der Fürst von Deheubarth, starb bereits 1137, doch konnten seine Söhne und Nachfolger Anarawd und Cadell in den nächsten Jahren durch Eroberungen ihr Reich erheblich erweitern und legten damit die Grundlagen für die Herrschaft ihres jüngeren Halbbruders Rhys ap Gruffydd, der später Lord Rhys genannt wurde.